# Freundel Stuart
Freundel Jerome Stuart (* 27. April 1951) ist ein Politiker der Democratic Labour Party (DLP) aus Barbados und war vom 23. Oktober 2010 bis zum 25. Mai 2018 Premierminister.

## Biografie
Nach dem Besuch der St. Mark's Boys School, der St. Martin's Junior School sowie der Boys' Foundation School studierte er zwischen 1971 und 1975 Politikwissenschaft und Geschichte an der University of the West Indies in Cave Hill und schloss dieses Studium mit einem Bachelor of Arts (B.A. Political Science and History) ab. Ein anschließendes postgraduales Studium der Rechtswissenschaft von 1977 bis 1980 beendete er mit einem Bachelor of Laws (LL.B.), ehe er nach einem weiteren Postgraduiertenstudium im Fach Internationales Öffentliches Recht 1982 einen Master of Laws (LL.M.) erwarb.
Im Anschluss besuchte er zwischen 1982 und 1984 die Hugh Wooding Law School und nahm nach dem Erwerb des Legal Education Certificate 1984 eine Tätigkeit als Rechtsanwalt (Attorney-at-Law) auf.
Seine politische Laufbahn begann er 1994 als Kandidat der DLP mit der Wahl zum Mitglied des Versammlungshauses (House of Assembly), dem er als Vertreter des Wahlkreises St. Philip South bis 1999 angehörte. Später war er zwischen 2003 und 2007 Mitglied des Senats, ehe er am 16. Januar 2008 wieder zum Mitglied des House of Assembly gewählt wurde. In diesem vertritt er seither den Wahlkreis St. Michael South.
Nach dem Wahlsieg der DLP wurde er am 16. Januar 2008 von Premierminister David Thompson zum Stellvertretenden Premierminister, Generalstaatsanwalt und Innenminister in dessen Regierung ernannt. Im Mai 2010 hielt er in dieser Funktion eine Rede auf der Konferenz zur gemeinsamen Sicherheitspolitik der Karibischen Gemeinschaft (CARICOM) und der Vereinigten Staaten.
Am 23. Oktober 2010 wurde er nach dem Tode von Thompson amtierender Premierminister. Nachfolger als Generalstaatsanwalt und Innenminister wurde daraufhin Adriel Brathwaite.
Bei den Parlamentswahlen am 21. Februar 2013 errang die DLP mit ihm als Spitzenkandidat eine knappe Mehrheit von 16 zu 14 Sitzen. Damit wurde Freundel Stuart im Amt als Premierminister von Barbados bestätigt. Am 24. Mai 2018 verlor die DLP die Wahl und die Barbados Labour Party (BLP) erhielt mehr als 70 % der Wählerstimmen, neue Premierministerin des Landes wurde Mia Amor Mottley.